# Antonio Zabálburu
Antonio Zabálburu (Bilbao, 19 de julio de 1973) es un actor español.

## Trayectoria
Tras vivir en Neguri (Guecho), se marchó a Madrid para estudiar Arte Dramático tres años en la Escuela de William Leyton. 
Debutó en teatro en María Estuardo, de Friedrich Schiller,  dirigida por María Ruiz, con la compañía Zampanó, grupo con el que representó clásicos dos temporadas. 
En televisión hizo un capítulo de Más que amigos (Telecinco), al que siguió la primera temporada de Compañeros (Antena3) y Hospital Central Fue el único actor que apareció en todos los capítulos de esta serie de Telecinco, haciendo el papel del Dr. Javier Sotomayor, primero como residente MIR y más tarde como médico adjunto. Fue una de las series emitidas en 'prime time' más longevas de la televisión en España. Entre 2000 y 2012,  20 temporadas y un total de 300 capítulos. 
Formó parte del grupo de música Tree,  que en 2012, publicó Watching a tree, un disco solidario dedicado a luchar contra la pederastia.
Compaginó Hospital Central con películas como Acuérdate de mí, Malas noticias o Inconfesable. Y después de esa ficción, conoció a su mujer, la empresaria Gemma Puxeu, se mudó a Tarragona, trabajó en otras series como Perdóname, señor (2017) o La que se avecina (2019) y se centró en el negocio de consultoría inmobiliaria.  
Además, junto a su mujer, Gemma Puxeu, posee una casa rural en Viandar de la Vera, Cáceres.

## Filmografía

### Televisión
- Más que amigos (1997) (Episodio "Colgados")
- Compañeros (1998) (Como Miguel Alberti)
- Manos a la obra (1999) (Episodio "Todos y compañía")
- Al salir de clase (2000) (2 episodios como Dr. Javier Sotomayor de la Vega)
- Hospital Central (2000-2012) (Como Dr. Javier Sotomayor de la Vega)
- El don de Alba (2013)
- Bilbao-Bizkaia Ext: Día (TV) (2015), siete cortometrajes para mostrar Bilbao al mundo, cineastas veteranos y jóvenes ofrecen siete miradas personales sobre su relación con una ciudad muchas veces filmada a lo largo del tiempo, y que ahora se ha transformado radicalmente, de Alaitz Arenzana, María Ibarretxe, Luis Marías, Pedro Olea, Javier Rebollo, Mikel Rueda, Enrique Urbizu, Imanol Uribe.
- Perdóname, Señor 2017, Mediaset España

### Cine
- Sabor latino (1996), de Pedro Carvajal.
- África (1996), de Alfonso Ungría.
- La marcha verde (2002), de José Luis García Sánchez.
- Eres mi héroe (2003) , de Antonio Cuadri.
- Campos de luz (2004), de María Casal.
- Vete de mí (2006), de Víctor García León.
- Acuérdate de mí (2007), de Diego Arjona (Cortometraje)
- Malas noticias (2008), de Miguel Ángel Cárcano
- Inconfesable (2015), de Pablo Giménez (Cortometraje)

## Teatro
- Ay Pena Penita "Penal" (1996)
- María Estuardo (1997)
- El secreto a voces (1998)
- Troilo y Crésida (2003 - 2004)
- A propósito de Lorca (2004)
- El invierno bajo la mesa (2005 - 2006)
- Splendid´s (2007)
- Tantas voces... (2009)
- La novia de papá de Joe O´Curneen (2015)
- Corre de Yolanda G. Serrano (2016)